# Глибочицький провулок
Глибо́чицький прову́лок — зниклий провулок міста Києва. Пролягав від Глибочицької до Мирної вулиці.

## Історія
Виник, ймовірно, наприкінці XIX століття під такою ж назвою. Ліквідований наприкінці 1970-х — на початку 1980-х років у зв'язку зі знесенням малоповерхової забудови вздовж Глибочицької вулиці та на Щекавиці.